# Camillo Caula
Camillo Di Caula (Sassuolo, c.1500 – Brescello, 1 de novembro de 1571) foi um militar, político e poeta italiano que viveu e lutou no Senhorio de Sassuolo, uma entidade territorial autônoma que existiu entre 1499 e 1599, na Emília-Romanha no Ducado de Módena e Régio.

## Biografia
Camillo Caula lutou em 1523, Sassuolo, ao lado de Guido II Rangoni contra a facção liderada pela família Mari de Montevarchi. Mais tarde, ele esteve a serviço de Rangoni, quando este foi nomeado vice delegado de Parma e Piacenza. Provavelmente por volta de 1537 ou 1538, Camillo foi feito prisioneiro pelos turcos. Depois de obter a libertação do resgate, ele teria retornado ao seu país disfarçado de frade franciscano. Foi casado primeiro com Pellegrina de Bianchi, que morreu pouco depois, e então Camillo se casou com Hippolyte della Porta, que morreu em 1564.

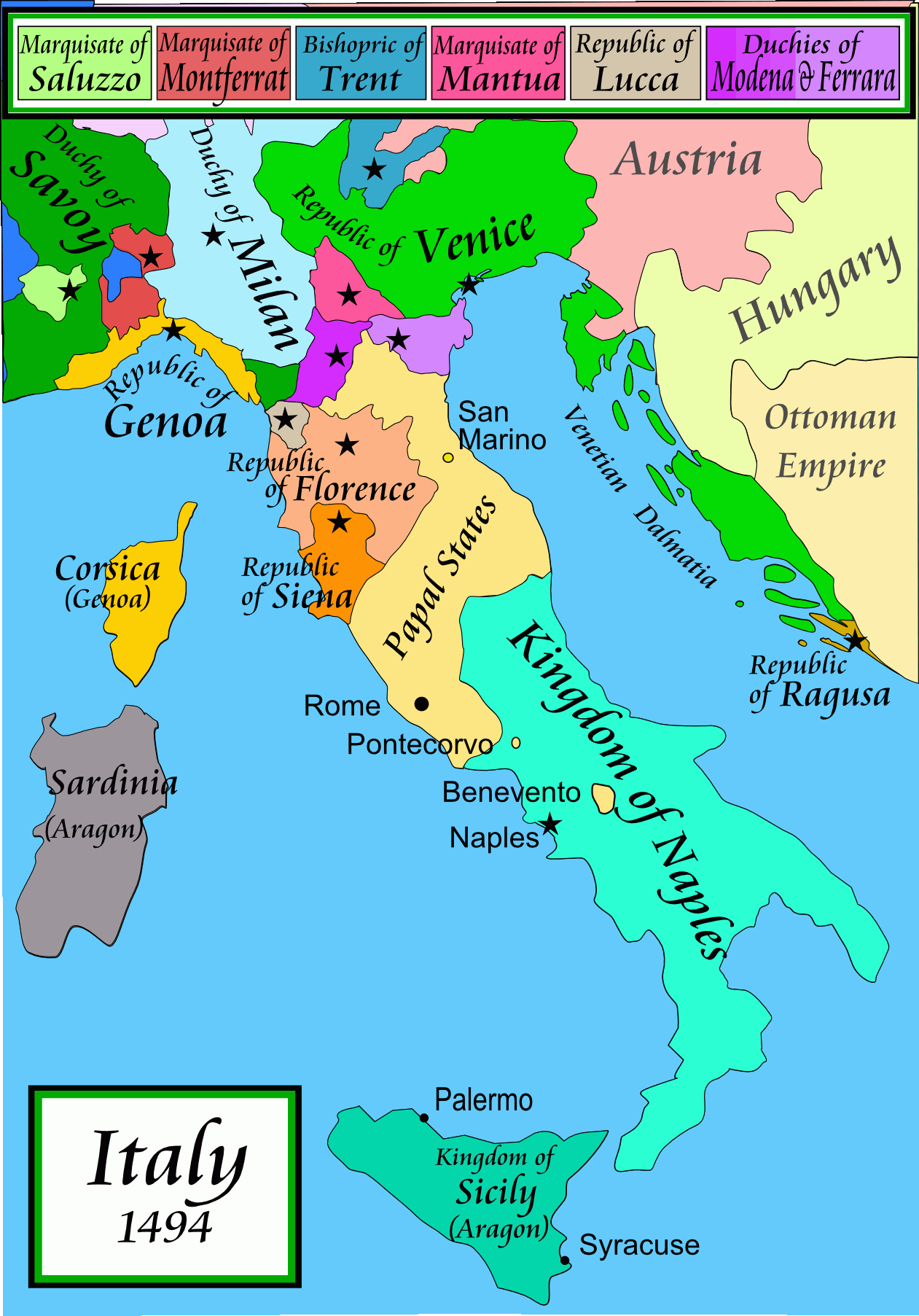
Itália em 1494

### Armas e poemas
Em 1542 Camillo lutou na França, a serviço de Francisco I de França e em 1547, o Duque de Ferrara o promoveu a capitão da cavalaria ligeira e confiou-lhe várias vezes importantes empreendimentos militares. Em Veneza, onde ele esteve por algum tempo, a convite do Duque de Ferrara, ele se tornou parte do círculo de escritores que chefiado por Pietro Aretino. Cultivado, um bom conhecedor de literatura contemporânea, Camillo era um excelente conversador, e isso o fez entrar na estima de homens famosos, como Ludovico Domenichi e Giuseppe Betussi.
Homem de armas, mas versado nas letras, há algumas poesias de Camillo, incluídas na obra Rime diverse di eccellentissimi autori (Veneza, 1545) que testemunham um bom domínio do verso e um considerável conhecimento das fontes literárias mais populares no início do século XVI (Petrarca, e também Bembo e os seguidores venezianos do campo da ópera).
Há ainda outra outra opereta do Camillo, intitulada A Opinião de Capante Camillo Caula Como Padrinho do Sr. Riccardo di Merode (Mântua, 1557).
Durante o Século XIX, muitas operettas foram feitas em homenagem ao Capitão Camillo, contando suas aventuras e paixões, sendo citado em diversos estudos sobre literatura italiana do Século XVI.

### Questão religiosa
O Capitão Camillo Caula e seu primo Marco Caula são ambos acusados pelo tribunal inquisitório instalado em Modena, tendo de comparecer algumas vezes diante das autoridades religiosas, para atestarem seus posicionamentos. Camillo foi logo dispensado, mas Marco foi intimado algumas vezes.
Após a divulgação das 95 teses de Martinho Lutero, que impulsionaram a reforma protestante, as ideias rapidamente se espalharam por toda a Europa, chegando rapidamente à península itálica, onde estava a sede da Igreja Católica. As acusações contra Camillo e Marco, entre outros Modenenses, eram basicamente de concordarem com ideias protestantes, tais como Sola Gratia e Sola Scriptura.
Na stemma (armorial) da Famiglia Caula, e no escudo do Capitão Caula havia a seguinte inscrição (em latim: Pietas Deo Nos Conciliat).

### Política
Enquanto era capitão em Finale Emilia, interveio em um famoso duelo entre Flavio Vecchi e Paolo Mari. Em 1560, após a morte de Hipólito Boiardo, foi enviado pelo Duque Afonso II d'Este para tomar posse de Scandiano e dos outros feudos de que desfrutava Boiardo. Ele foi então nomeado pelo mesmo duque como governador de Brescello, onde morreu em 1 de novembro de 1571. Nos últimos anos, Camillo Caula gozou de numerosos privilégios concedidos pelo Duque de Ferrara à sua família  em reconhecimento da lealdade que o governador sempre demonstrara. O funeral aconteceu em Modena em 3 de novembro. Ele foi enterrado na Bolonha, na Igreja de São Domenico.